# دومينيك توريتو
دومينيك " دوم " توريتو شخصية خيالية وأحد البطلين الرئيسيين لسلسلة السريع والغاضب . قام بتصويره فين ديزل وظهر لأول مرة في فيلم مع زميله البطل براين أوكونر في السريع والغاضب (2001). تم إنشاء دومنيك بواسطة كاتب السيناريو غاري سكوت تومسون ، الذي استوحى إلهامه من مقال عن سباقات الشوارع تم نشره في عدد مايو 1998 من مجلة فايب ، بينما سعت ديزل بشدة بعد أن تلعب الشخصية.
بصفته بطريركًا لمجموعة من المتسابقين في الشوارع ، يعمل دوم كصوت مؤثر ، حيث يُجبر على القيام بدور مقدم الرعاية الأساسي بعد وفاة والده المفاجئة. كقائد ، عمل في البداية كميكانيكي سيارات ، لكنه تقدم في النهاية إلى تنظيم سرقة السيارات ، وسرقة بملايين الدولارات ، ووظائف غير مشروعة للوكالات الحكومية.
دومينيك خشن وقوي ومزاج متقلب ، خاصة عندما تكون عائلته في خطر. إنه يدعو إلى الأخلاق والولاء ، وفي كثير من الحالات يُنظر إليه أيضًا على أنه حنون ومتدين. وهو متزوج من ليتي أورتيز التي يربي معها ولداً. كما أنه من الواضح أنه أقوى متسابق المجموعة وأكثرهم مهارة ، وهو اللقب الذي يواجهه برايان باستمرار.
دفع هذا الدور ديزل ليصبح نجم هوليود قابل للتمويل . حصل على جوائز إم تي في للأفلام لعامي 2002 و 2014 لأفضل فريق على الشاشة مع بول ووكر عن أدائه. عمل ديزل كمنتج تنفيذي لأقساط الامتياز اللاحقة.

## تطوير

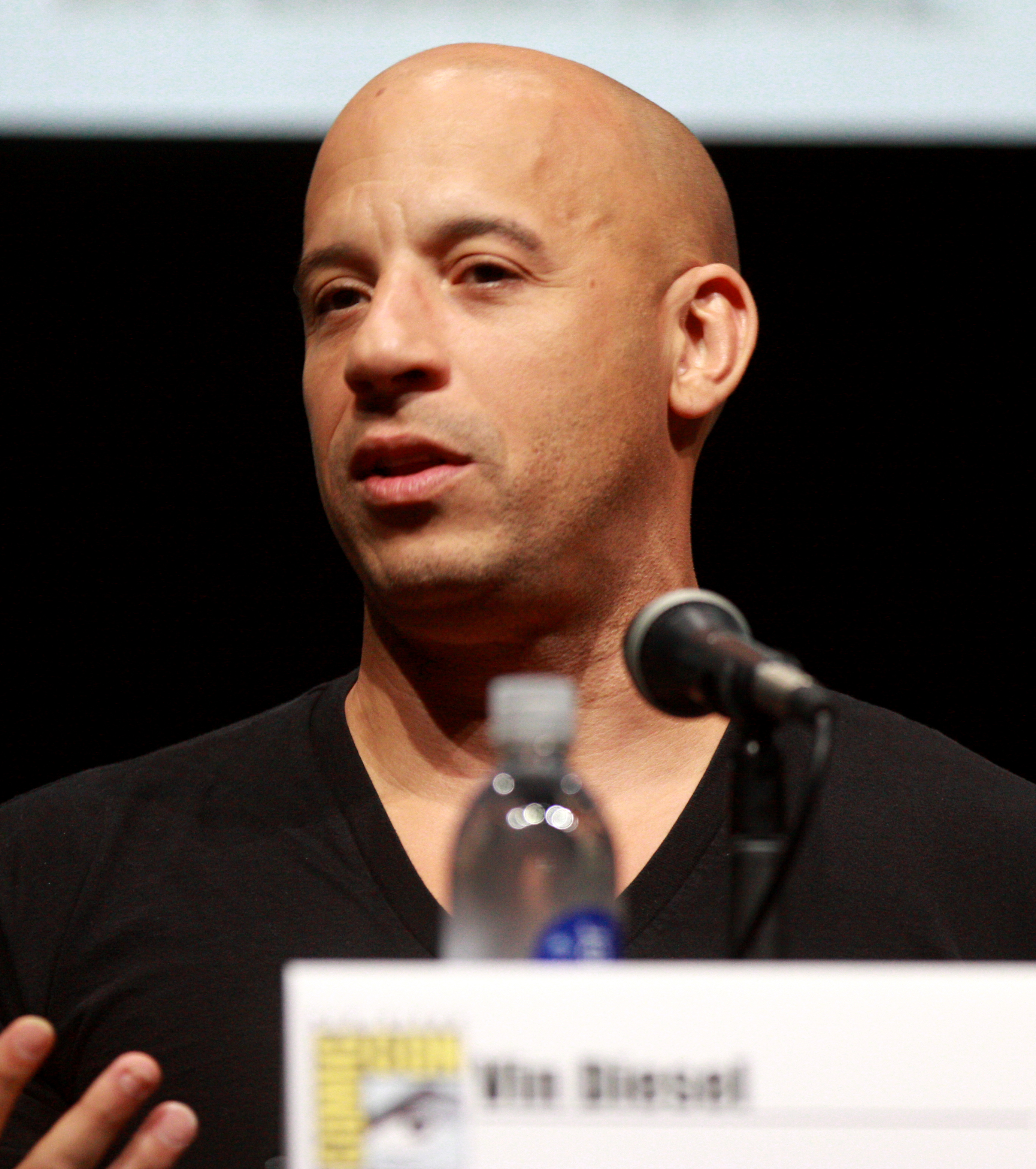
فين ديزل، ممثل

سلسلة أفلام السريع والغاضب مستوحاة من مقال عن سباقات الشوارع ، (بالإنجليزية: "Racer X")‏ ، ظهر في عدد مايو 1998 من مجلة فايب. بعد أن شهد وفاة والده في سباق سيارات ، تُركت مسؤولية دوم لرعاية أخته الصغرى ، ميا توريتو ، وقيادة المتسابقين المعتمدين عليه. ورد أن فين ديزل حصل على 2.5 مليون دولار ليقوم ببطولة الفيلم الأول للسريع والغاضب و 15 مليون دولار للمشاركة في فيلم السريع والغاضب 5 .

## ظهور
دومينيك توريتو هو متسابق شجاع وميكانيكي سيارات ومحكوم سابق. الشخصية الخيالية هي الأخ الأكبر لجاكوب وميا توريتو. طوال السلسلة ، ارتكب طاقم دوم العديد من عمليات الخطف شبه عالية السرعة ، وسرقة ملايين الدولارات من البضائع. لقد أمضى معظم حياته هاربًا من القانون. وهو متزوج من ليتي أورتيز ، شريكته منذ فترة طويلة.

### السرعة والغضب
في أول فيلم ، يدير دوم مرآب سيارات خاص به بينما تعتني ميا بمتجر بقالة العائلة في إيكو بارك . كما أنه يدير فريق سباق الشوارع الخاص به ، والذي يتكون من ليتي وفينس وليون وجيسي . دخل دومينيك في عداء مع منافسه الفيتنامي الأمريكي جوني تران بسبب صفقة تجارية ساءت ، واصطاد تران دومًا وهو ينام مع أخته. غير معروف للجمهور ، هو وفريقه يقودون سيارة هوندا سيفيك كوبيه سوداء ويقومون بعمليات اختطاف جريئة على الطرق السريعة ، حيث حصلوا على ملايين الدولارات من الأجهزة الإلكترونية. يشكل صداقة مع المتسابق المبتدئ براين إيرل سبيلنر (براين أوكونر) ، الذي أنقذه من الاعتقال عندما غارة شرطة لوس أنجلوس على تجمع لسباق الشارع. عندما عرض على براين دودج تشارجر 1970 كان يعمل مع والده قبل وفاته ، كشف ما حدث للأخير: خلال آخر سباق للسيارات لهذا الموسم في عام 1989 ، شاهد دومينيك والده جاك وهو يخرج عن المسار بواسطة متسابق آخر ، كيني ليندر ، عندما قطعت سيارة ليندر مصده. قُتل جاك على الفور عندما اصطدمت سيارته بالجدار بسرعة 120 ميلًا في الساعة واشتعلت فيها النيران. تذكر دومينيك سماعه صراخ والده وهو يحترق حتى الموت ، لكن الأشخاص الذين شهدوا الحادث أوضحوا أن والده توفي قبل انفجار سيارته. كان دومينيك هو الشخص الذي يصرخ. بعد أسبوع من الحادث ، واجه دومينيك ليندر وعندما أتيحت له الفرصة ، هاجم دومينيك ليندر وضربه بمفتاح ربط. قصد دومينيك ضربه مرة واحدة فقط لكنه فقد السيطرة واستمر في مهاجمته ليندر حتى لم يعد قادرًا على رفع ذراعه. نتيجة لإصابات ليندر جعلته غير قادر على السباق ، وتم حظر دومينيك مدى الحياة من حلبات السباق. أثناء حروب السباق ، ألقى جوني تران باللوم على دومينيك في غارة شنتها قوات التدخل السريع. جاء فريق اس دابليو اي تي إلى منزله ، مما تسبب في عدم احترام لعائلته. ثم يهاجمه دوم ويقوده فينس على الفور ويخبره أن "يهدئ أعصابه". أثناء اختطاف وظيفة خاطئة ، يكتشف دومينيك هوية براين الحقيقية كضابط شرطة سري في شرطة لوس أنجلوس يُدعى براين أوكونر. بعد سباق السحب الذي انتهى بإجمالي دودج تشارجر 1970 دومينيك ، سلمه براين مفاتيح سيارته تويوتا سوبرا ، حيث اكتشف تطبيق القانون أن توريتو قد سرق الملايين من الأجهزة الإلكترونية مع طاقمه. ينتهي الأمر بـ دوم بالهروب إلى المكسيك ، في حين أن براين ، الذي أصبح الآن مطلوبًا هو نفسه لمساعدة مجرم معروف ، يفر من الولاية.

### فاست 2 فوريوس 2
لا يلعب دوم أي دور في أحداث الفيلم الثاني ، ولكن تتم الإشارة إليه فقط عندما يخبر براين رومان بيرس عنه.

### السرعة و الغضب: منعطف طوكيو
ظهر دوم بشكل رائع في نهاية الفيلم متحدًا شون بوسويل في سباق انجراف بفضيته المعدنية عام 1970 بليموث رود رانر ، والتي فاز بها من صديقه الراحل هان.تدور أحداث هذا الفيلم بعد أحداث السريع والغاضب 6 وأثناء الغاضب 7 .

### السرعة و الغضب
في السرعة و الغضب ، يقود دومينيك و ليتي وعصابتهم (المكونة من هان و كارا و ليو و سانتوس) عملية اختطاف ناجحة لناقلة بنزين في جمهورية الدومينيكان ، الأمر الذي لفت انتباه السلطات ، مما تسبب في حل دوم. فريق وترك ليتي لحمايتهم. على الرغم من كونه لا يزال هاربًا بسبب أحداث الفيلم الأول ، عاد دومينيك إلى لوس أنجلوس بعد سماعه بوفاة ليتي على يد فينيكس كالديرون. يتعاون هو وبراين مرة أخرى للتغلب على زعيم المخدرات المكسيكي أرتورو براغا ، الذي أمر فينيكس بقتل ليتي وآخرين متورطين في تجارة المخدرات. اكتشف لاحقًا أن براين كان آخر شخص كان على اتصال مع ليتي ؛ هذا يغضبه ، ويهاجم براين قبل أن يوضح الأخير أن ليتي أتت إليه للمساعدة في تصفية اسم دوم حتى يتمكن من العودة إلى الولايات المتحدة ، ليصبح جاسوسًا للتسلل إلى منظمة براغا. يتصالح الاثنان حول أحداث الفيلم الأول ويتعاونان معًا للانتقام لموت ليتي. بعد نجاح تسليم براغا إلى الولايات المتحدة ، سلم دوم نفسه للسلطات وحُكم عليه بالسجن 25 عامًا مدى الحياة دون إمكانية الإفراج المشروط مبكرًا. ومع ذلك ، تعرضت الحافلة التي تقله لكمين من قبل براين وميا وريكو وتيجو ؛ بمجرد خروج دوم من حطام الحافلة ، تفر المجموعة من الولايات المتحدة كهاربين.

### فاست فايف
في الموسم الخامس ، يجتمع دومينيك مجددًا مع براين وميا وفينس في ريو دي جانيرو بالبرازيل . سرعان ما يصنعون عدوًا لزعيم المخدرات هرنان رييس بعد سرقة سيارة تحتوي على معلومات عن ثروته البالغة 100 مليون دولار ، والتي تم تأطيرها لقتل ثلاثة من عملاء إدارة مكافحة المخدرات خلال سباق مخدرات في قطار. كوسيلة للتكافؤ مع رييس وتجنب القبض عليه ، شكّل دوم وبراين فريقًا مع رومان بيرس وتيج باركر وهان وجيزيلى يشار وريكو وتيجو لسرقة وسرقة مخزون رييس البالغ 100 مليون دولار أمريكي نقدًا. تم إرسال صائد جوائز النخبة والوكيل الفيدرالي لـ دي أس أس لوك هوبز إلى البرازيل لمطاردة دوم وعصابته والقبض عليهم ، ولكن عندما تعرض لكمين من قبل رجال رييس ، قتل خلاله جميع أفراد فريقه ، شكل تحالفًا غير متوقع مع دوم و يساعد العصابة في تنفيذ السرقة. أصيب فينس بجروح بالغة خلال تبادل إطلاق النار وتوفي في وقت لاحق متأثرا بجراحه. بعد قتل رييس ، سمح هوبز لدوم وعصابته بمغادرة البرازيل بمخبأهم من خلال منحهم نافذة لمدة 24 ساعة ؛ يعطي دوم حصة فينس من المال لزوجته وابنه. تركت إلينا نيفيز ، شريكة هوبز ، القوة أيضًا وأصبحت مصلحة الحب الجديدة لدومينيك.

### سريع وغاضب السادس
في الفيلم السادس ، يعيش دوم بسلام مع إيلينا ، دون خوف من مطاردته. يتعقبه هوبز ويعرض عليه وظيفة لمساعدته في مطاردة المرتزقة أوين شو ونقابة الجريمة الخاصة به مقابل العفو عنه وفريقه بالكامل ؛ يكشف هوبز أيضًا أن ليتي على قيد الحياة وتعمل لدى شو. يعيد دوم وبراين تجميع عصابتهما (باستثناء ريكو وتيجو ، وكلاهما في موناكو) في لندن للمهمة ، ويوافقان على الصفقة. أثناء مهمة القبض على شو ، أطلق ليتي النار على دوم ، واكتشف لاحقًا أنها تعاني من فقدان الذاكرة نتيجة للانفجار الذي كاد أن يقتلها في السرعة و الغضب. ينقذها من السقوط حتى الموت بينما توقف العصابة شو على متن دبابة عسكرية على جسر في إسبانيا. ومع ذلك ، يكشف شو عن خطته الاحتياطية لاختطاف ميا ، ويستخدمها كرافعة من أجل إطلاق سراحها من الحجز والسماح لها بالمغادرة بشريحة دقيقة للغاية تمت إزالتها من الخزان. على الرغم من وفاة جيزيل ، هزم دوم وعصابته شو وقتلوا رجاله بينما أنقذوا ميا والرقاقة الدقيقة في مطاردة جريئة في مطار عسكري تابع لحلف شمال الأطلسي. يمنح هوبز العفو عنهم ، وعاد دوم وعصابته إلى الولايات المتحدة ، حتى أنهم استعادوا منزل دوم القديم. عند رؤية دوم وليتي معًا للأبد ، تودعه إيلينا وتعود للعمل مع هوبز. في مشهد ما بعد الائتمان ، يبدو أن شقيق أوين شو الأكبر ، ديكارد شو ، يقتل هان في طوكيو ويدعو دوم لتهديده.

### فوريوس 7
في غاضب 7 ، تم الكشف عن أن أوين شو نجا من أحداث الفيلم السابق ولكنه في غيبوبة ، وشقيقه الأكبر ديكارد شو أصبح شريرًا ويطارد فريق دوم. بعد مرور بعض الوقت على أحداث طوكيو دريفت و السرعة والغضب 6 ، عاد دوم وليتي إلى لوس أنجلوس ، لكن ليتي انفصلت لاحقًا عن دوم لتجد نفسها مرة أخرى بعد أن فقدت ذاكرتها. في هذه الأثناء ، يقتل شو هان في طوكيو (يربط القصة بين هذا الفيلم وطوكيو دريفت ) ويرسل قنبلة إلى منزل دوم ويفجرها. بعد استعادة جثة هان من شون بوسويل في طوكيو ، قرر دوم الذي يدفعه الانتقام أن يأخذ شو بمفرده ، لكن أوقفه قائد العمليات السرية وصديق هوبز السيد لا أحد. لا أحد يعرض على دوم طريقة لمطاردة شو من خلال برنامج يُدعى (بالإنجليزية: "God's Eye")‏ ؛ ومع ذلك ، يجب عليه أيضًا أن ينقذ منشئها ، وهو قرصان يُدعى رامزي ، من الزعيم الإرهابي موس ياكاندي ورجاله. بالموافقة على الصفقة ، يقود دومينيك وبراين وليتي وتيج ورومان عملية إنقاذ جريئة عبر جبال أذربيجان ونجحوا في تحرير رامزي من آسريها. تخبرهم رمزي أنها أرسلت عين الله إلى صديقتها ظفر في أبو ظبي . بعد استرجاع ناجح لعين الله (الذي شمل أيضًا قفز دوم وبراين بمركبة عبر ثلاثة مبانٍ ) ، وجدوا مخبأ شو ، لكنهم نصبوا كمينًا من قبل رجال جاكاندي ؛ قتل العديد من رجال لا أحد ولم يصب أحد بجروح خطيرة ، بينما بالكاد يهرب دوم وبريان. بعد ذلك ، قرر دوم إنزال شو و جاكاندي على أرضهم في لوس أنجلوس دوم ، وينتهي الأمر بـ شو في قتال عنيف على سطح مرآب للسيارات ، بينما يقوم براين والآخرون بإلهاء جاكاندي و رامسي على بدء عملية اختراق لإغلاق God's Eye من أجل الخير. نجحوا في القيام بذلك ، وقتل جاكاند عندما قام دوم بتعليق كيس من القنابل اليدوية على مروحيته (التي أطلقها هوبز) قبل أن يصطدم بمركبته ، مما جعل أصدقائه يعتقدون أنه مات في هذه العملية. تكشف ليتي بعد ذلك أنها استعادت ذكرياتها عن علاقتهما (والتي تكشف أيضًا أنهما تزوجا في مكان ما بين قصة لوس باندوليروس و السرعة و الغضب) ، ويتعافى دوم من كونه فاقدًا للوعي. بعد ذلك ، قرر براين التقاعد من الطاقم لقضاء بعض الوقت مع عائلته. يغادر دوم دون أن يقول وداعًا ، مما دفع براين إلى اللحاق به عند التقاطع ، ويكون لدى الاثنان قيادة أخيرة قبل أن يفترقا.
تم الانتهاء من مشهد القيادة الأخير لمنح دور براين تقاعدًا نظيفًا ووديعًا بعد وفاة الممثل الذي يصوره ، بول ووكر ، في حادث سيارة واحد في عام 2013.

### مصير الغاضبين
في الفيلم الثامن ، يقضي دوم وليتي شهر العسل في كوبا ، حيث تقترب من دوم امرأة غامضة ومغرية تُعرف باسم سايفر. بعد خيانة فريقه خلال عملية في برلين لسرقة جهاز كهرومغناطيسي تم تكليفهم باستعادته ، تم الكشف عن أن سايفر - العقل المدبر الحقيقي وراء كل من محاولة إنشاء جهاز Nightshade في سريع وغاضب 6 والسرقة القريبة من جهاز قرصنة God's Eye في لعبة غاضب 7 - استولى على ابن إيلينا ودوم الذي لم يكن معروفًا من قبل ، واستخدمهما كأدوات ابتزاز لضمان تعاون دوم. خلال الصراع اللاحق ، عمل دوم في وقت ما ضد سايفر لحماية ليتي من اليد اليمنى لـ سايفر والثاني في القيادة ، كونور رودس ، وفي الانتقام ، يسمح سايفر لرودس بقتل ايلينا. على الرغم من رفض سايفر لآراء دوم حول العائلة ووصولها إلى أنظمة مراقبة متعددة ، تمكن دوم من استخدام جهات اتصاله لتمرير رسالة إلى مجدلين شو ، والدة ديكارد و أوين ، مما يسمح لها باستعادة أبنائها مقابل اقتحام طائرة سايفر. عبر جهاز تتبع انزلق إلى عقد دوم. بمجرد استعادة شو لابنه (الذي لم يستطع دوم القيام به بنفسه لأن نظام القفل يتطلب شخصين) ، قتل دوم رودس ، منتقمًا لموت ايلينا قبل الانضمام إلى فريقه وتدمير الغواصة النووية الروسية التي كان سايفر يحاول سرقتها. على الرغم من هروب سايفر ، يتعهد دوم بإيلينا لحماية ابنهما الجديد ، وتسميته بريان ، بعد صهره وأفضل صديق له.

### أف 9
دوم المتقاعد الآن ، الذي يقوم بتربية براين الصغير في مزرعة مع ليتي ، يستدعي من قبل السيد لا أحد لوقف مهمة الإبادة الجماعية التي يقودها شقيق دوم الأصغر جاكوب. تم الكشف عن أن دوم طرد جاكوب من العائلة لأنه اعتقد أنه تسبب في وفاة والدهم من خلال تخريب محرك السيارة ، مما تسبب في اشتعال النيران فيها عندما تحطمت. تقاتل دوم وجاكوب مع بعضهما البعض عدة مرات في الفيلم ، حيث ذهب جاكوب إلى حد رغبته في أن يعيش دوم تحت ظله أو يُقتل. يكشف جاكوب لدوم أنه تلاعب بمحرك السيارة لأن والدهما أخبره بذلك ، حيث كان يحاول رمي السباق لتصفية بعض الديون ، لكن خطته أخطأت عندما صدم كيني ليندر سيارته باستخدام تكتيكاته القذرة. ومع ذلك ، قرب نهاية الفيلم ، يتصالح دوم وجاكوب ويتعاونان في المعركة النهائية في محاولة لهزيمة سايفر ، على الرغم من هروبها مرة أخرى. كطريقة لتعويض جاكوب ، الذي وُصف بأنه عميل مارق ، يعطيه دوم مفاتيح سيارته - تمامًا كما فعل برايان مع دوم قبل عدة سنوات - مما سمح له بالتهرب من الحجز.

### فاست أكس
يواصل دوم وليتي تربية ابنه في منزل توريتو ، عندما يتم تكليف الفريق بمهمة جديدة في روما. على الرغم من أن دوم و ليتي قررا البقاء في الخلف ، إلا أن سايفر يزورهما ، الذي يكشف لهما أن دانتي رييس ، ابن رب المخدرات الراحل هرنان رييس ، الذي سرقه دوم والطاقم في السريع والغاضب 5 ، قادم من أجلهم. بعد أن أكد ليتل نوبادي أنه لم يتم تعيين مهمة ، يسافر دوم و ليتي إلى روما لإنقاذهم ، لكن فشلهم في القيام بذلك أدى إلى اعتقال ليتي وتم تأطير دوم وفريقه لتدمير المدينة. ثم يزور دوم تيس ، ابنة السيد نوبادي ، الذي يحذره من أن كلاً من دانتي والقائد الجديد للوكالة ، آيمز ، سيأتيان من بعده. ثم يتعقب دوم دانتي في ريو دي جانيرو ، متحديًا إياه في سباق شوارع ، خسره بعد أن أنقذ إيزابيل نيفيس ، شقيقة إيلينا المتسابقة في الشوارع ، من السيارة التي وضع دانتي قنبلة فيها. تم القبض على دوم لاحقًا من قبل ايمز ، لكن يبدو أنهما يشكلان تحالفًا بعد أن قام دانتي بمهاجمة السيارة التي يتواجدان فيها. بعد أن تم اختطاف براين الصغير في البرتغال على يد دانتي ، تمكن دوم من إنقاذه ، لكنه حوصر بواسطة مقطورتين بعد وصوله إلى سد ، والذي تمكن دوم من قيادته قبل دانتي وآيمز ، الذي تم الكشف عن أنه عميل مزدوج بالعمل مع دانتي ، كشف أن السد كان مليئًا بالمتفجرات التي أطلقها دانتي ، تاركًا مصير دوم وابنه مجهولًا.